# スダク
スダク（ウクライナ語: Судак, クリミア・タタール語: Судакъ / Sudaq、ロシア語: Судак）は、ウクライナのクリミア自治共和国フェオドシヤ地区に位置する都市。クリミア半島の南東海岸、黒海のスダク湾に面する。かつては共和国直轄市だった。歴史的には「スグデア」（ギリシア語: Σουγδαία）、「ソルダヤ」（イタリア語: Soldaia）、「スーロージ」（古ルーシ語）とも呼ばれた。

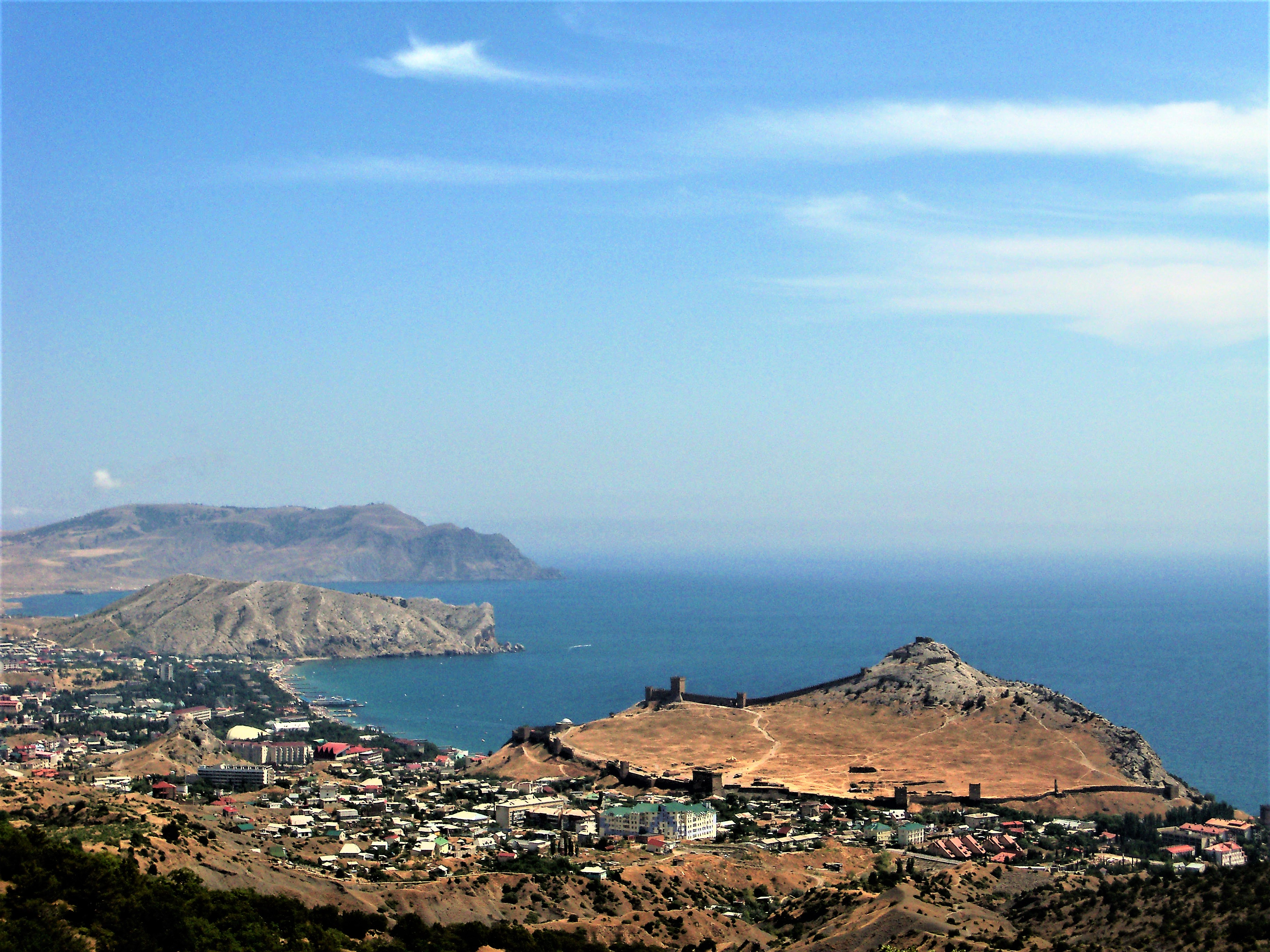
スダクの街並み

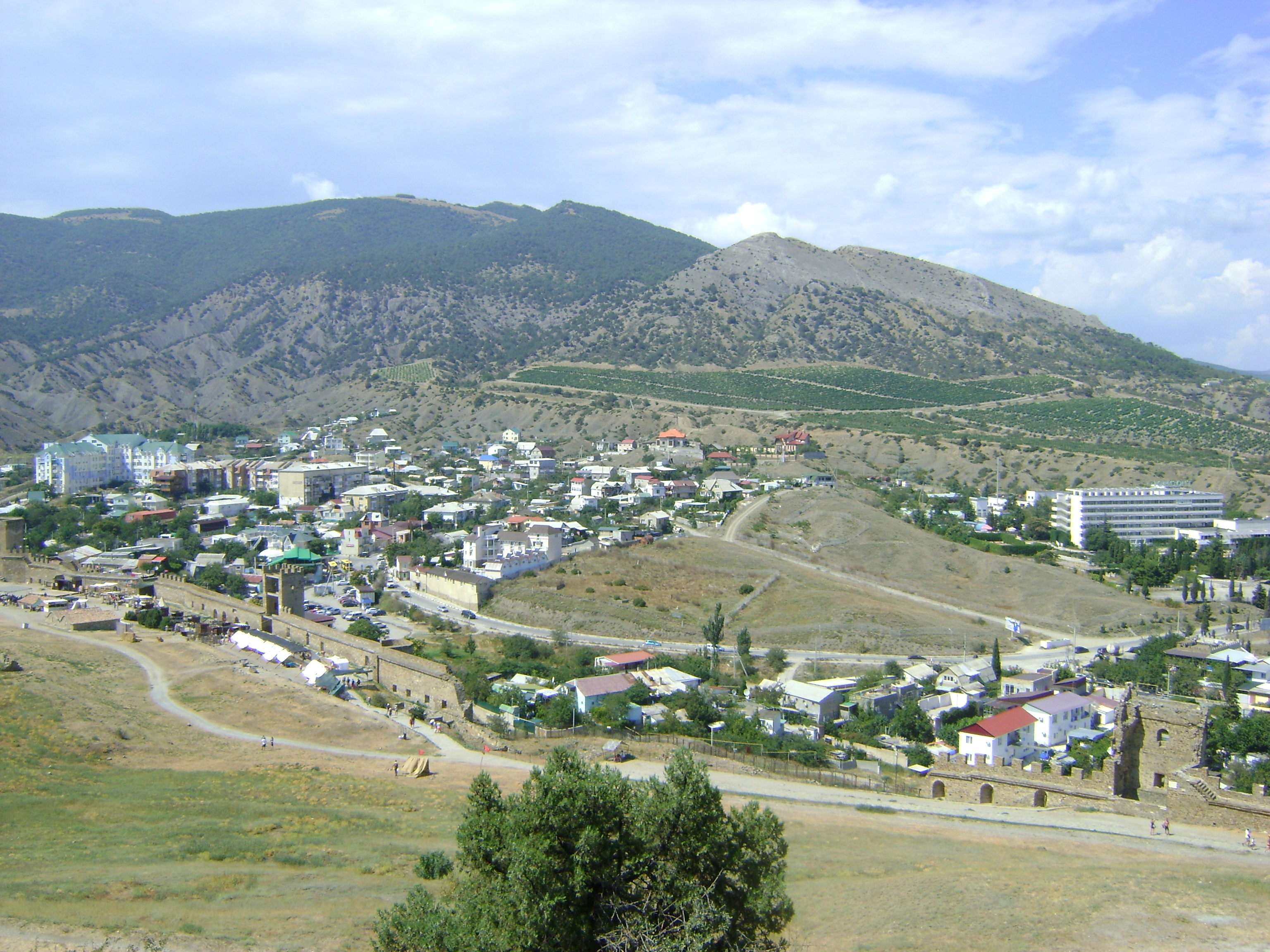
ゲヌエズ要塞からの眺め

## 地理
スダクはクリミア半島の南東部、黒海に面したスダク湾のほとりに位置する。市域の海岸線は40kmに及び、スダク谷は周囲を山に囲まれているため穏やかな気候が特徴。以下の都市までの距離は：
- シンフェロポリ：102km（スダク～フルシウカ経由、R35およびR23）
- フェオドシヤ（最寄りの鉄道駅）：55km（R29）
- アルシュタ：67km（R29）

## 気候
スダクは地中海性気候の特徴を持つ乾燥した気候で、穏やかな冬が特徴。スダク谷が山に囲まれているため、気温の急激な変化が少ない。主な気候データ：
- 1月の平均気温：+1.8°C
- 7月の平均気温：+23.2°C
- 年間降水量：318mm
- 海水温（6月：+18.7°C、7月：+22.7°C、8月：+22.2°C、9月：+20.2°C、10月：+17.4°C）
- 泳げる期間：6月～10月（138日間）
- 年間日照時間：2,550時間
- 相対湿度：70-75%
- 雪は短期間で溶ける。秋は温暖で晴天が多い。

## 人口
- 1966年：8,100人
- 2001年：14,495人
- 2004年：15,500人
- 2010年：16,939人
- 2014年：15,532人（推計）[2]

2001年国勢調査による民族構成：
- ロシア人：64.3%
- ウクライナ人：19.4%
- クリミア・タタール人：9.8%

母語構成（2001年）：
- ロシア語：77.8%
- クリミア・タタール語：9.7%
- ウクライナ語：9.2%
- アルメニア語：0.6%
- その他：2.7%

## 歴史
スダクはクリミア最古の都市の一つで、3世紀（212年）に設立されたとされる。伝説では、スグデア要塞が「世界創造5720年目」（212年）に建設されたと記録されている。

### 古代
スダクは黒海沿岸の交易都市として発展。4世紀初頭、ローマ人がスダク湾とジェネヴェズ・カヤ岩に防御施設「ブルグ」を建設。最大のブルグ「スッゲストゥ」（Suggestu）が現在の「スダク」の名の由来。450年代にフン族に破壊されたが、6世紀にビザンツ帝国が港を再建。741年の大地震でブルグは崩壊し、以降、ラテン語名の変形が進んだ。

### 中世
- 6世紀：ビザンツ帝国の支配下で沿岸要塞が建設。
- 7世紀末：ハザール・カガン国の支配下に。スグデアはハザールのカガンの代官「タルハン」が統治。
- 9世紀後半：ハザール衰退後、ビザンツの影響が復活。要塞の建設が進む。
- 11世紀末：クマン人（ポロヴェツ）の支配下に。
- 12世紀：ヴェネツィアやピサの商人が進出し、キエフ・ルーシや中央アジアと交易。スグデアは12-13世紀に最盛期を迎え、ヴォルィーニ公国、チェルニーヒウ公国、トゥムタラカン公国と交易・文化的関係を築く。
- 1204年：コンスタンティノープル占領後、ヴェネツィアがスグデアを拠点化。商人の居住区や軍事施設を建設[5]。
- 1222年：セルジューク朝のスルタン、アラエッディン・ケイクバードが攻撃。
- 1223年：モンゴル帝国に略奪され、1239年にジョチ・ウルスの一部となる。ヴェネツィアはハンに税を納め、シルクロードの交易権を獲得。
- 13世紀末：スグデアはシルクロードの要衝となり、人口8,000人。マルコ・ポーロの親族が邸宅を所有。1287年からヴェネツィアの領事が統治。
- 1365年：ジェノヴァが占領し「ソルダヤ」と改称。カッファのジェノヴァ殖民地に組み込まれ、交易港としての重要性が低下。
- 1475年：オスマン帝国がクリミア・タタール人の支援でカッファとソルダヤを占領。スダクは軍事拠点化。
- 1656年：ボフダン・フメリニツキーの命でウクライナ・コサックがスダクを占領。
- 1783年：露土戦争後、クリミアがロシア帝国に編入され、スダクも含まれる。

### 近代
- 1886年：タヴリダ県フェオドシヤ郡の黒海沿岸殖民地で、245人、49世帯、礼拝所、学校が存在[6]。
- ソビエト時代：スダクはクリミアの観光地として発展。1982年に市制施行。

### 現代
- 2014年：ロシアによるクリミア併合により、スダクはロシアの実効支配下に。しかし、ウクライナはスダクをクリミア自治共和国の一部とみなす。
- 2016年10月21日：ウクライナの非共産化法に基づき、匿名のグループがスダク市内のレーニン像を破壊[7]。

## 経済
スダクの主要産業：
- ワイン生産：ノヴィ・スヴィトのシャンパン工場で高級スパークリングワインを生産。
- 観光業：クリミア有数のリゾート地。年間18万人以上が訪れ（2014年まで）、18の保養施設で49,000人が健康増進（2003年、うち3分の1が外国人）。
- ローズオイル生産：ローズオイルの製造も行われる。

交通は自動車が主で、道路は国道42km、地方道84km。最寄りの鉄道駅はフェオドシヤ（55km）。

## 観光
スダクは黒海沿岸のリゾート地として知られ、以下の観光資源が人気：
- [[ゲヌエズ要塞]]：14-15世紀のジェノヴァ要塞。市を見下ろす歴史的ランドマーク。
- スダク湾のビーチ：中央ビーチ（ブリガンティナなど）は夏季に賑わう。
- ノヴィ・スヴィト：シャンパン工場と風光明媚な自然が観光客を引きつける。
- 博物館：スダク地域の歴史や文化を紹介（詳細はスダクの博物館を参照）。

気候は呼吸器疾患、神経系疾患、心血管疾患の治療に適しており、年間を通じて保養が可能。

## 文化
- 2003年：ヤニ・マーレ・モスクが建設。
- 2012年：設立1800周年を記念し、ウクライナ国立銀行が記念コイン（銀10グリブナ、ニッケル合金5グリブナ）を発行。ウクルポシュタも記念切手と絵葉書を発行。

## 著名な人物
- オレクシイ・オスタシェフスキー：ウクライナ軍の軍曹。デバルツェベの戦いで戦死。

## 行政
スダク市議会は以下の集落を管轄：
- バハティウカ
- ヴェセレ
- ヴォロン
- フロミウカ
- フルシウカ
- ダチネ
- リスネ
- ミジリチチヤ
- ミンダリネ
- モルスケ
- ノヴィ・スヴィト
- ペレヴァリウカ
- プリベレジネ
- ソニャチュナ・ドリナ
- ホロディウカ